# العلاقات الكوبية الميانمارية
العلاقات الكوبية الميانمارية هي العلاقات الثنائية التي تجمع بين كوبا وميانمار.

## مقارنة بين البلدين
هذه مقارنة عامة ومرجعية للدولتين:
| وجه المقارنة                                              | كوبا                              | ميانمار          |
| --------------------------------------------------------- | --------------------------------- | ---------------- |
| المساحة (كم2)                                             | 109.88 ألف                        | 676.58 ألف       |
| عدد السكان (نسمة)                                         | 11.48 مليون                       | 53.37 مليون      |
| الكثافة السكانية (ن./كم²)                                 | 104.48                            | 78.88            |
| العاصمة                                                   | هافانا                            | نايبيداو، يانغون |
| اللغة الرسمية                                             | اللغة الإسبانية                   | اللغة البورمية   |
| العملة                                                    | بيزو كوبي، بيزو كوبي قابل للتحويل | كيات ميانماري    |
| الناتج المحلي الإجمالي (بليون دولار)                      | 87.13 مليار                       | 69.32 مليار      |
| الناتج المحلي الإجمالي (تعادل القوة الشرائية) بليون دولار |                                   | 282.95 مليار     |
| الناتج المحلي الإجمالي الاسمي للفرد دولار أمريكي          |                                   | 1.16 ألف         |
| الناتج المحلي الإجمالي للفرد دولار أمريكي                 |                                   |                  |
| مؤشر التنمية البشرية                                      | 0.769                             | 0.536            |
| رمز المكالمات الدولي                                      | +53                               | +95              |
| رمز الإنترنت                                              | .cu                               | .mm              |
| المنطقة الزمنية                                           | 00                                | ت ع م+06:30      |

## منظمات دولية مشتركة
يشترك البلدان في عضوية مجموعة من المنظمات الدولية، منها:
| علم المنظمة | اسم المنظمة                   | تاريخ انضمام كوبا | تاريخ انضمام ميانمار |
| ----------- | ----------------------------- | ----------------- | -------------------- |
|             | منظمة التجارة العالمية        | ?                 | ?                    |
|             | المنظمة الهيدروغرافية الدولية | ?                 | ?                    |
|             | منظمة حظر الأسلحة الكيميائية  | ?                 | ?                    |
|             | الأمم المتحدة                 | 24 أكتوبر 1945    | 19 أبريل 1948        |
|             | الاتحاد الدولي للاتصالات      | 16 يناير 1918     | 15 سبتمبر 1937       |
|             | منظمة الشرطة الجنائية الدولية | ?                 | ?                    |
|             | الاتحاد البريدي العالمي       | ?                 | ?                    |
|             | يونسكو                        | 29 أغسطس 1947     | 27 يونيو 1949        |

## وصلات خارجية
- موقع وزارة الخارجية الكوبية
- موقع وزارة الخارجية الميانمارية